# Yang Qian

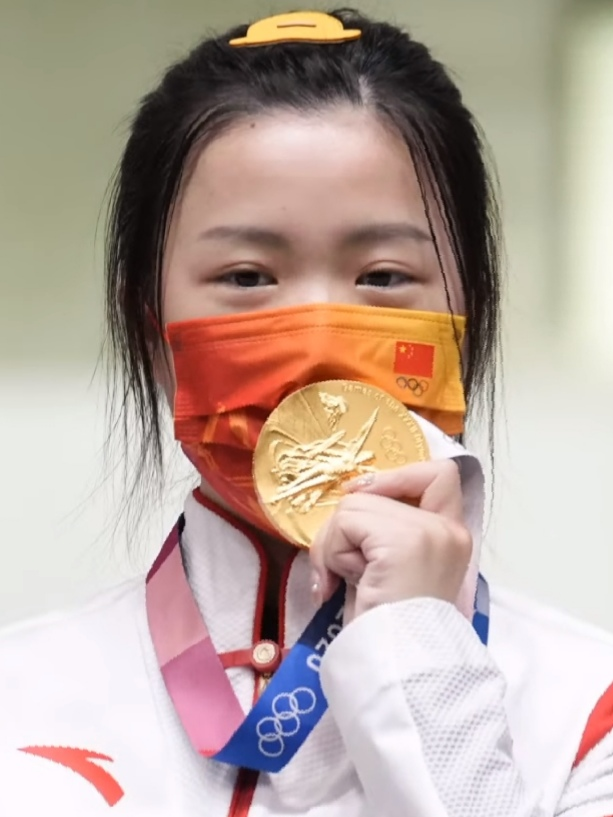
Yang Qian

Yang Qian, född 10 juli 2000, är en kinesisk sportskytt.
Hon blev olympisk guldmedaljör i luftgevär vid sommarspelen 2020 i Tokyo.